# Endless Space 2
Endless Space 2 est un jeu vidéo de stratégie au tour par tour 4X développé par Amplitude Studios et édité par Sega. Il est sorti le 19 mai 2017 sur Windows et OS X. Il est le successeur de Endless Space.

## Système de jeu
Le jeu se joue sur une carte de la galaxie générée aléatoirement, au tour par tour. Le but du jeu est, après avoir choisi une civilisation, s'étendre en colonisant la galaxie. Pour gagner, le joueur doit être le premier à répondre aux exigences de certaines conditions de victoire, comme la victoire par « suprématie économique », par « diplomatie » etc.
Lorsqu'une bataille se déclenche contre une flotte adverse, le jeu passe en temps réel, mais le joueur n'a pas de contrôle direct sur ses vaisseaux, il ne peut que donner des ordres généraux et jouer des cartes qui améliorent certains points de ses unités.

## Accueil
| Endless Space 2 |      |       |
| Média           | Pays | Notes |
| Gamekult        | FR   | 8/10  |
| Jeuxvideo.com   | FR   | 17/20 |